# Mariam Habach
Mariam Habach Santucci (née le 26 janvier  1996) est une mannequin et reine de beauté vénézuélienne. Elle fut élue Miss Venezuela 2015 et représenta le Venezuela à Miss Univers 2016.

## Biographie

### Jeunesse
Mariam naît à El Tocuyo, dans l'État de Lara. Elle grandit avec ses deux frères dans une famille d'origine syrienne et italienne. En parallèle à sa carrière dans le monde du mannequinat, Mariam étudie la dentisterie à l'Université José Antonio Páez de Valence, État de Carabobo.
Elle remporte le concours de beauté Señorita Centroccidental 2015, puis le 8 octobre 2015 elle est couronnée Miss Venezuela 2015.

### Miss Univers 2016
Mariam représente le Venezuela lors du concours de beauté Miss Univers 2016. Lors de la compétition préliminaire, elle est présentée à la presse télévisée comme ayant remporté les neuf concours de beauté auxquels elle a participé jusqu'à présent, et elle est considérée comme l'unes des grandes favorites pour remporter le concours.
Lors des préparations, elle se fait remarquer pour avoir marché sur les robes d'autres candidates sans s'excuser par la suite. En outre, des vidéos télévisées la montrent en train de pincer Miss Colombie Andrea Tovar et de marcher sur les robe de Miss Pérou Valeria Piazza et de Miss Barbade Shannon Harris. Elle fait même chuter Miss Maurice Kushboo Ramnawaj en marchant sur la longue traîne de son costume national, la faisant se blesser à la lèvre et tacher son costume, et forçant les organisateurs à retarder son passage après celui de Miss Pays-Bas,.
Lors d'un évènement préalable au concours, organisé dans le cadre du Cultural Terno festival, elle parvient à s'approprier la robe terno dorée du créateur Frederick Berches, initialement réservée par Miss République Tchèque Andrea Bezděková.
Durant le défilé en robes de soirées, elle arbore une robe ornée de cristaux avec une partie à plume détachable. Certains commentateurs considèrent cette robe comme l'un des points forts du défilé, tandis que d'autres font remarquer que Mariam avait des difficultés à marcher tout en tenant la partie détachable et vont jusqu'à considérer sa robe comme un échec.
Pour le défilé en costumes nationaux, elle fait fabriquer par le créateur Nidal Nouaihed une immense robe intitulée “Reina encantada del mar”, composée de 120 mètres d'organza avec des centaines de perles, de cristaux et de turquoises incrustés,. Lors de son passage sur scène, elle se prend continuellement les pieds dans le tissu, trébuche à maintes reprises et finit empêtrée à un tel point qu'elle doit être escortée hors de la scène par des membres de l'équipe technique,.
Finalement, Mariam ne remporte pas Miss Univers 2016, et ne réussit pas même à se classer parmi les 13 demi-finalistes, faisant d'elle la quatrième candidate à ne pas s'être placée en trente-trois ans de participation du Venezuela au concours.

### L'après Miss Univers
En février 2017, il fut annoncé que Mariam allait être la nouvelle présentatrice de l'émission télévisée "Más allá de la belleza", diffusée par Venevisión Plus. Cependant, quelques semaines avant le lancement du programme, elle annule sa participation pour des raisons personnelles.
Quelques mois plus tard, Mariam déclenche une polémique en publiant une vidéo où elle se moque de Ariadna Gutiérrez, ancienne Miss Colombie et première dauphine de Miss Univers 2015,.
Mariam vit actuellement à Miami, États-Unis.